# Tracey Downs
Tracey Downs (7 de noviembre de 1959) es una deportista neozelandesa que compitió en judo. Ganó una medalla de bronce en el Campeonato de Oceanía de Judo de 1985 en la categoría de –66 kg.

## Palmarés internacional
| Campeonato de Oceanía | Campeonato de Oceanía    | Campeonato de Oceanía | Campeonato de Oceanía |
| Año                   | Lugar                    | Medalla               | Categoría             |
| --------------------- | ------------------------ | --------------------- | --------------------- |
| 1985                  | Auckland (Nueva Zelanda) | Medalla de bronce     | –66 kg                |